# Città dell'Alto Adige
Questo è l'elenco delle città in Alto Adige per numero di abitanti ed in ordine alfabetico.

## Comuni con almeno5 000abitanti
La lista che segue contiene tutti i comuni in Alto Adige con almeno 5 000 abitanti (quindi città in senso geografico, non necessariamente con diritto di città). Il numero di abitanti riportato rispecchia i risultati del censimento generale della popolazione (cens.) degli anni 1991 e 21 ottobre 2001 e una registrazione progressiva dell'Istituto Provinciale di Statistica (ASTAT) del 31 dicembre 2008. Il numero di abitanti si intende per l'intero territorio comunale, che talvolta non include frazioni, come per esempio nel caso di Bolzano, mentre altri comuni, come per esempio Sarentino, sono invece composti da più frazioni. Oltre a ciò viene riportato il comprensorio di appartenenza della città. La lista segue un ordine regressivo per numero di abitanti (città grande-media-piccola).
L'ASTAT, dal punto di vista statistico, definisce comuni urbani le municipalità con una popolazione superiore ai 10 000 abitanti: In questa definizione rientrano anche i comuni di Appiano e Lana, pur non essendo giuridicamente comuni in possesso del diritto di città. Per contro vengono esclusi da questa definizione i comuni con diritto di città aventi una popolazione inferiore ai 10 000 abitanti (Vipiteno, Chiusa e Glorenza).
Fra il 31 dicembre 2007 e lo stesso giorno del 2008 il numero di comuni con popolazione superiore ai 5 000 abitanti è passato da 18 a 19 (con l'aggiunta di Malles, in Val Venosta). Inoltre i comuni con popolazione superiore ai 15 000 abitanti sono passati da 4 a 5 (con il superamento di tale quota da parte di Brunico, capoluogo della Val Pusteria). Tutti i comuni elencati hanno registrato nel periodo un incremento demografico, ad eccezione di Silandro, capoluogo della Val Venosta, che registra un abitante in meno rispetto allo stesso giorno dell'anno precedente.
L'agglomerazione più rilevante in assoluto dell'Alto Adige è quella di Bolzano con una popolazione di poco superiore ai 140 000 abitanti. Nell'area del capoluogo vive quindi un terzo della popolazione provinciale.
Avvertenza: i dati si riferiscono ad una precisa data e ad una precisa fonte per cui potrebbero risultare non aggiornati. Per i dati aggiornati fare riferimento alla singola voce.
| Città in Alto Adige | Città in Alto Adige           | Città in Alto Adige | Città in Alto Adige | Città in Alto Adige | Città in Alto Adige     |
| Posizione           | Città                         | Abitanti            | Abitanti            | Abitanti            | Comprensorio            |
| Posizione           | Città                         | Cens. 1991          | Cens. 2001          | Stima               | Comprensorio            |
| ------------------- | ----------------------------- | ------------------- | ------------------- | ------------------- | ----------------------- |
| 1                   | Bolzano                       | 98 158              | 94 989              | 106 210             | Bolzano                 |
| 2                   | Merano                        | 33 504              | 33 656              | 39 355              | Burgraviato             |
| 3                   | Bressanone                    | 16 992              | 18 359              | 21 393              | Valle Isarco            |
| 4                   | Laives                        | 13 707              | 15 069              | 17 673              | Oltradige-Bassa Atesina |
| 5                   | Brunico                       | 12 624              | 13 618              | 16 050              | Val Pusteria            |
| 6                   | Appiano sulla Strada del Vino | 10 914              | 12 657              | 14 534              | Oltradige-Bassa Atesina |
| 7                   | Lana                          | 8 631               | 9 759               | 11 755              | Burgraviato             |
| 8                   | Caldaro sulla strada del vino | 6 337               | 6 852               | 7 850               | Oltradige-Bassa Atesina |
| 9                   | Renon                         | 6 101               | 6 993               | 7 762               | Salto-Sciliar           |
| 10                  | Sarentino                     | 6 324               | 6 620               | 7 010               | Salto-Sciliar           |
| 11                  | Castelrotto                   | 5 600               | 5 994               | 6 695               | Salto-Sciliar           |
| 12                  | Vipiteno                      | 5 596               | 5 785               | 6 812               | Wipptal                 |
| 13                  | Silandro                      | 5 366               | 5 733               | 5 995               | Val Venosta             |
| 14                  | Valle Aurina                  | 5 261               | 5 517               | 5 881               | Val Pusteria            |
| 15                  | Naturno                       | 4 535               | 5 089               | 5 553               | Burgraviato             |
| 16                  | Laces                         | 4 320               | 4 870               | 5 180               | Val Venosta             |
| 17                  | Campo Tures                   | 4 436               | 4 880               | 5 261               | Val Pusteria            |
| 18                  | Chiusa                        | 4 284               | 4 612               | 5 175               | Valle Isarco            |
| 19                  | Malles Venosta                | 4 608               | 4 835               | 5 128               | Val Venosta             |
| 20                  | Egna                          | N.A.                | N.A.                | 5 176               | Oltradige-Bassa Atesina |

al 31 dicembre 2008

### Agglomerati in Alto Adige
La seguente lista di comuni agglomerati è riportata in ordine di grandezza rispetto al numero di abitanti.
|   | Città      | Agglomerazione | comprende                                                               |
| - | ---------- | -------------- | ----------------------------------------------------------------------- |
| 1 | Bolzano    | 149 748        | Laives, Appiano, Terlano, Cornedo all'Isarco, Bronzolo, Vadena          |
| 2 | Merano     | 68 615         | Lana, Lagundo, Scena, Marlengo, Cermes, Postal, Tirolo, Caines, Rifiano |
| 3 | Bressanone | 31 251         | Varna, Velturno, Naz-Sciaves                                            |
| 4 | Brunico    | 23 917         | San Lorenzo di Sebato, Perca, Falzes                                    |
| 5 | Egna       | 10 350         | Ora, Montagna sulla Strada del Vino                                     |

al 31 dicembre 2008

### Piccole aree funzionali (statistiche)
Sono prese in esame solo le piccole aree funzionali con più di 20 000 abitanti. L'ASTAT definisce tali entità come «unità territoriali con caratteristiche di omogeneità e di significatività per l'analisi dei fenomeni dal punto di vista statistico». Inoltre un insieme di piccole aree funzionali formano un comprensorio statistico. Tali aree rispettivamente comprensori non hanno alcun valore amministrativo.
|   | Città      | Piccola area funzionale |
| - | ---------- | ----------------------- |
| 1 | Bolzano    | 184 499                 |
| 2 | Merano     | 61 612                  |
| 3 | Bressanone | 49 351                  |
| 4 | Brunico    | 41 732                  |
| 5 | Egna-Ora   | 23 806                  |

al 31 dicembre 2008

## Comuni con il diritto di città
L'elenco contiene tutti i comuni con diritti di città (in tedesco Stadtgemeinde) in Alto Adige ed in ordine alfabetico.
| Città      | Comprensorio            | Città dal: | Abitanti | Nome tedesco | Nome ladino                                                |
| ---------- | ----------------------- | ---------- | -------- | ------------ | ---------------------------------------------------------- |
| Bolzano    | Bolzano                 | 1265       | 106 210  | Bozen        | Bulsan (gar.), Balsan (bad.), Busan (fas.), Bulsaun (rom.) |
| Bressanone | Valle Isarco            | 901        | 21 355   | Brixen       | Persenon (gar.), Porsenù (bad.)                            |
| Brunico    | Val Pusteria            | 1376       | 16 050   | Bruneck      | Bornech (bad.)                                             |
| Glorenza   | Val Venosta             | 1309       | 876      | Glurns       | Gluorn o Cluorn (rom.)                                     |
| Chiusa     | Valle Isarco            | 1308       | 5 175    | Klausen      | Tluses (gar.), Tlüses (bad.)                               |
| Laives     | Oltradige-Bassa Atesina | 1985       | 17 673   | Leifers      |                                                            |
| Merano     | Burgraviato             | 1317       | 39 355   | Meran        | Maran, Meraun (rom.)                                       |
| Vipiteno   | Wipptal                 | 1304       | 6 812    | Sterzing     |                                                            |

al 31 dicembre 2008

## Comuni con il diritto di mercato (borgate)
L'elenco contiene tutti i comuni con diritti di mercato (borgate) (in tedesco Marktrecht) in Alto Adige ed in ordine alfabetico.
| Borgata                       | Comprensorio            | Borgata dal | Abitanti | Nome tedesco              | Nome ladino                        |
| ----------------------------- | ----------------------- | ----------- | -------- | ------------------------- | ---------------------------------- |
| Brennero                      | Wipptal                 | 1908        | 2 114    | Brenner                   | Prener                             |
| Caldaro sulla Strada del Vino | Oltradige-Bassa Atesina |             | 7 558    | Kaltern an der Weinstraße |                                    |
| Campo Tures                   | Val Pusteria            |             | 5 166    | Sand in Taufers           | Türesc (bad.)                      |
| Castelrotto                   | Salto-Sciliar           |             | 6 442    | Kastelruth                | Ćiastel (gar.), Ciastelrot (fas.)  |
| Egna                          | Oltradige-Bassa Atesina |             | 4 821    | Neumarkt                  |                                    |
| Gries                         | Bolzano                 | †1925       | 70 763   | Gries                     |                                    |
| Laces                         | Val Venosta             |             | 5 145    | Latsch                    |                                    |
| Lana                          | Burgraviato             | 1984        | 10 985   | Lana                      |                                    |
| Maia Bassa                    | Burgraviato             | 1905-1923   | 17 352   | Untermais                 |                                    |
| Malles                        | Val Venosta             |             | 5 046    | Mals                      | Damàl (rom.)                       |
| Ora                           | Oltradige-Bassa Atesina |             | 3 490    | Auer                      | Aóra (fas.)                        |
| Ortisei                       | Salto-Sciliar           |             | 4 597    | St. Ulrich                | Urtijëi                            |
| Prato allo Stelvio            | Val Venosta             | 1984        | 3 375    | Prad am Stilfserjoch      | Prada (rom.)                       |
| Rio di Pusteria               | Valle Isarco            |             | 2 831    | Mühlbach                  |                                    |
| San Candido                   | Val Pusteria            |             | 3 171    | Innichen                  | Sanćiana (bad.)                    |
| San Leonardo in Passiria      | Burgraviato             | 1984        | 3 488    | St. Leonhard in Passeier  |                                    |
| San Lorenzo di Sebato         | Val Pusteria            |             | 3 654    | St. Lorenzen              | San Lorònz o San Laurënz (bad.)    |
| Silandro                      | Val Venosta             | 1906        | 5 931    | Schlanders                | Solaneres (gar.), Schlonder (rom.) |
| Termeno                       | Oltradige-Bassa Atesina |             | 3 273    | Tramin                    |                                    |

al 31 dicembre 2008

## Capoluoghi comprensoriali
Questo elenco include tutti i comuni che sono capoluogo di una comunità comprensoriale altoatesina.
| Capoluogo  | Comprensorio            | Abitanti |
| ---------- | ----------------------- | -------- |
| Bolzano    | Bolzano                 | 101 919  |
| Merano     | Burgraviato             | 37 253   |
| Bressanone | Valle Isarco            | 20 360   |
| Brunico    | Val Pusteria            | 15 170   |
| Bolzano    | Salto-Sciliar           | 101 919  |
| Egna       | Oltradige-Bassa Atesina | 4 821    |
| Silandro   | Val Venosta             | 5 931    |
| Vipiteno   | Wipptal                 | 6 203    |

al 31 dicembre 2008